# Wazemank
Wazemank est le titre d'une émission de télévision humoristique basque diffusée pendant quelques années sur la chaîne ETB 1, jusqu'à 2006 ou 2007. Elle a été remplacée par Noaoa (Nora hoa?, c'est-à-dire « Où vas-tu ? »), par les mêmes comédiens, des guipuscoans pour la plupart.
Wazemank est l'amalgame de Goazeman! (en basque, « Allons-y ! [impératif, familier, quand on s'adresse à une femme]) et Goazemak! (le même impératif, mais adressé à un homme). Leur impératif neutre est goazen. À l'oral, goa peut se prononcer wa.